# Привокзальная улица (Ломоносов)
Привокза́льная улица — улица в городе Ломоносове Петродворцового района Санкт-Петербурга. Проходит от Привокзальной площади до Первомайской улицы.
Первоначально, с 1900-х годов, состояла из двух улиц. Участок от Привокзальной площади до Екатерининского переулка назывался Но́вой улицей. Затем она переходила в Криву́ю улицу (название дано по конфигурации улицы).
В 1920-х годах Новую и Кривую улицы объединили под общим названием Вокза́льная улица — по железнодорожному вокзалу станции Ораниенбаум I, где находится начало новой улицы.
15 июля 1952 года Вокзальную улицу переименовали в Привокзальную.
В 20 метрах западнее Петербургской улицы Привокзальная улица по Театральному мосту пересекает реку Карасту. Название мост получил 10 декабря 2009 года.

## Застройка
[[File:|thumb|273px|Вид на вокзал от Привокзальной улицы]]
- дом 1 — автобусная станция
- дом 1б — вокзал железнодорожной станции Ораниенбаум I (1862—1864, 1940—1950-е; объект культурного наследия регионального значения[3])
- дом 2 литера Б — электростанция начала XX века (объект культурного наследия регионального значения[3])

## Перекрёстки
- Привокзальная площадь / Петербургская улица
- Екатерининский переулок
- Первомайская улица